# Anomala megalonyx
Anomala megalonyx är en skalbaggsart som beskrevs av Ohaus 1925. Anomala megalonyx ingår i släktet Anomala och familjen Rutelidae. Inga underarter finns listade i Catalogue of Life.